# Nêurula

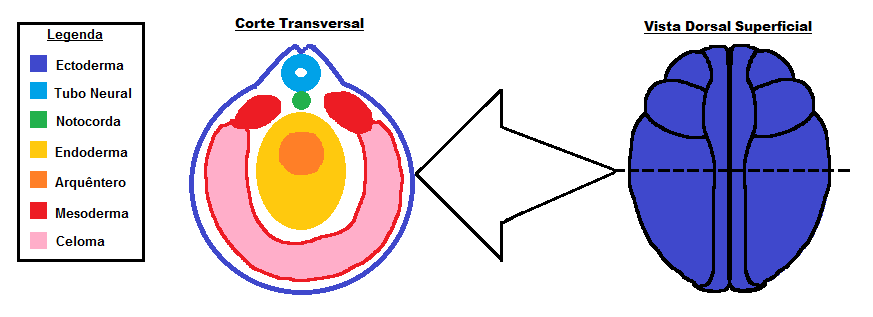
Corte transversal e vista superficial da Nêurula de vertebrado

Nêurula é o estágio do desenvolvimento do embrião em que se pode verificar, na sua superfície dorsal, estruturas semelhantes a lábios, conhecidas como dobras neurais. Internamente, há a estrutura derivada das dobras neurais, o tubo neural, portanto com origem ectodérmica, a notocorda e as cavidades do celoma, ambos de origem mesodérmica, e o arquêntero, de origem endodérmica. O processo de formação dessas estruturas é conhecido como Neurulação.
A Neurulação é uma das etapas da organogênese e é responsável, especificamente, pela formação do sistema nervoso central. Na neurulação, uma área da ectoderme, localizada dorsalmente no embrião, diferencia-se na placa neural. Esta placa invagina e suas margens (lábios) se fundem, de modo que forme-se um tubo oco no sentido do eixo antero-posterior, o tubo neural.

## Comparação
A neurulação é um processo variável entre as classes de vertebrados, assim as nêurulas possuem aparências diferentes ao longo do desenvolvimento nos diferentes grupos. Porém ao final do processo, os embriões se assemelham. No caso dos mamíferos e aves, por exemplo, o fechamento do tubo neural não ocorre de maneira simultânea ao longo de todo ectoderma. Nas aves, o fechamento ocorre inicialmente na extremidade anterior e por último, na extremidade posterior, em um mecanismo semelhante a um zíper. Nos mamíferos, o fechamento não segue uma orientação, assim como nas aves.

## Complicações

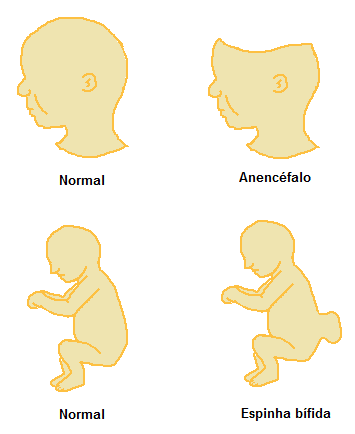
Esquema ilustrativo de indivíduos recém-nascidos Anencéfalos e com Espinha bífida em comparação com indivíduos normais

Há documentado casos de mal-formações da nêurula por deficiências no processo de fechamento das dobras neurais que podem levar à morte do embrião dependendo do grau de abertura dos lábios.
No caso dos seres humanos, que são os casos mais estudados, sabe-se de duas situações mais conhecidas derivadas dessas mal-formações: Anencefalia, resultante do mal-fechamento da porção anterior do tubo neural, sendo esse quadro letal, e Espinha bífida, resultante do fechamento incompleto da porção posterior do tubo neural.